# 劉蝶廣場

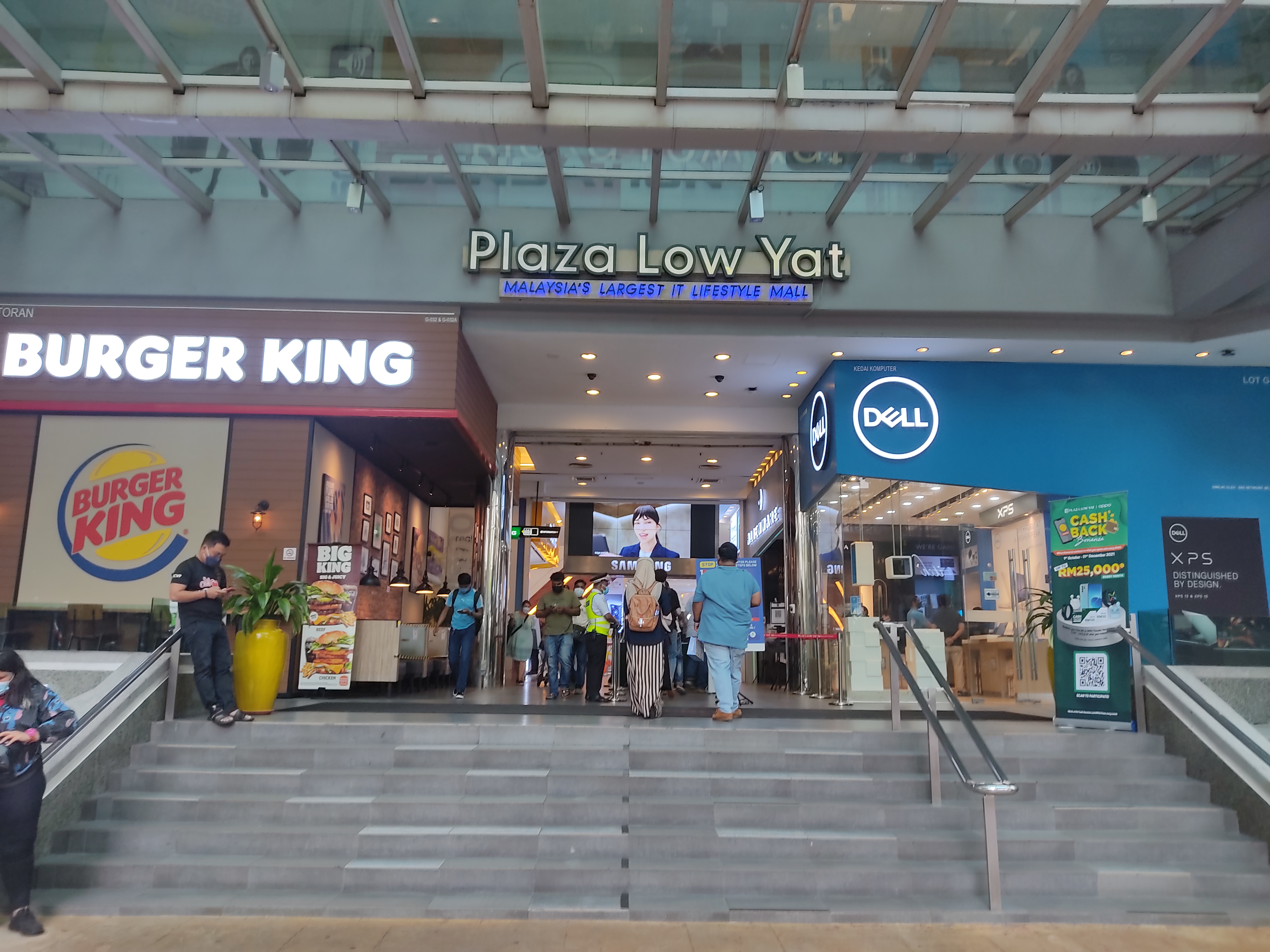
刘蝶广场主入口

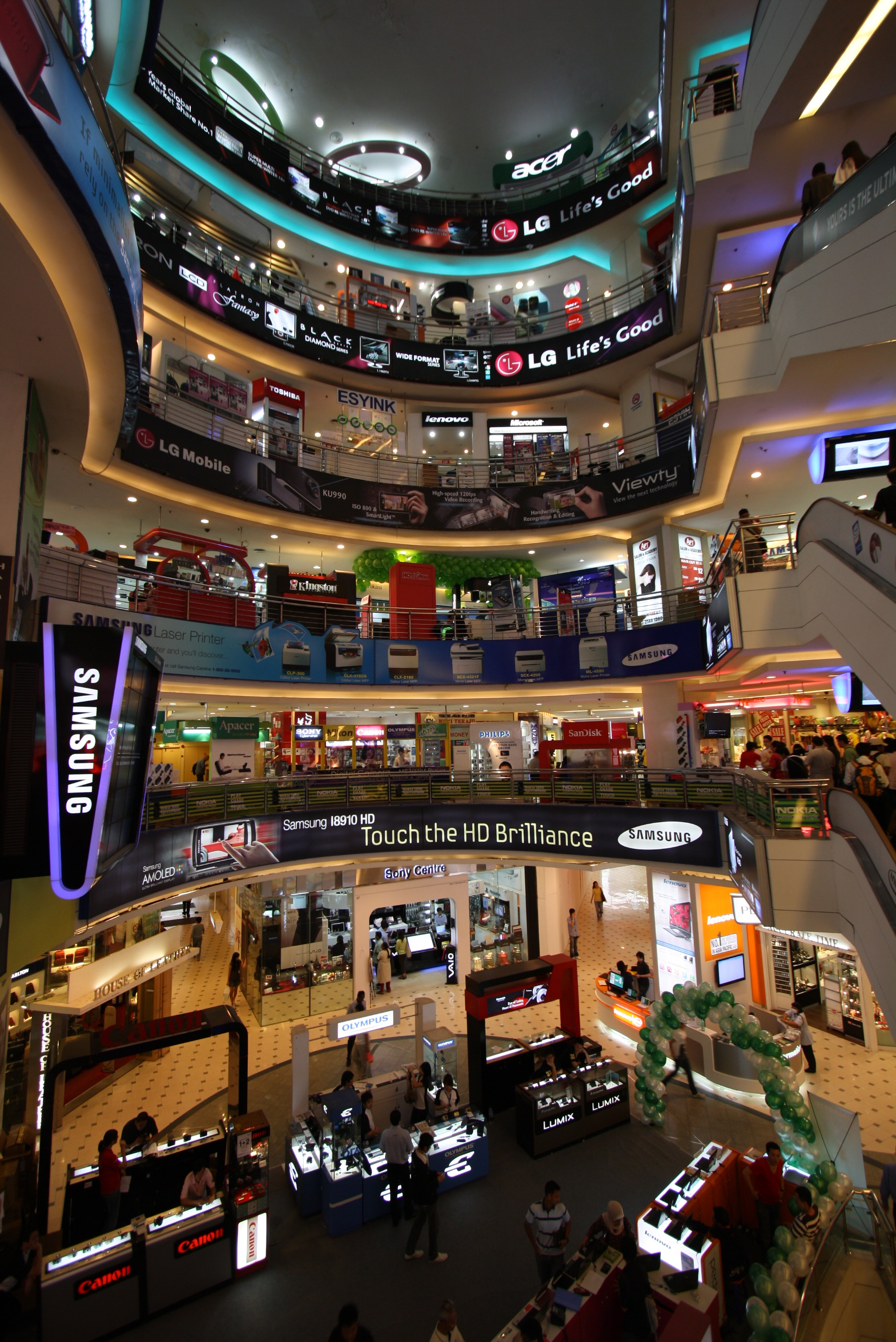
劉蝶廣場的中庭

劉蝶廣場，是馬來西亞吉隆坡主要的電腦軟件和硬件的集中地。除了電腦，該商場也有許多的手機、平板電腦和影音產品。在劉蝶廣場的底樓也有許多餐廳及食档。廣場的正門口，更是許多歌手舉辦簽唱會及歌友會的場所。早期，在商場的頂樓充斥了許多盜版產品，是翻版软件天堂。2008年起逐漸放棄銷售盗版貨。

## 經營狀況
整棟商場的面積為310,000平方尺，600間店鋪和攤位，共有8層樓，每個樓層都有自己的主題，同類型的產品都會聚集在同一樓層。早期商場的定位是以中產階級為主，商場內的租戶多以服裝品牌為主，但劉蝶廣場位在武吉免登較為隱秘的區域，沒有與主要幹道接壤，也沒有空橋通往其他的購物中心。經過一段時間的低迷經營後，在1999年起，劉蝶商場搭載個人電腦與手機的盛行，轉型改以售賣3C用品為主，成功開闢不同的市場，使得商場內的出租率節節上升，人滿為患，如同台北的光華商場及香港的高登電腦中心。
隨著近期智慧型手機、平板電腦及攝影的盛行，目前劉蝶廣場內售賣桌上型電腦及筆記型電腦的店家比例迅速減少，販售手機及相關配件的店家迅速上升，許多電訊公司和手機品牌的直營店直接進駐商場的低樓層。至2014年為止，商場內銷售與手機產品相關的店家比率已超過一半。
劉蝶廣場內較為廉宜的租金及周圍圍繞許多辦公大樓和商場，商場內開設許多的餐廳，與周圍的商場比較，這裡餐廳的價格較為廉宜，吸引不少附近的上班族及消費者前來用餐，餐廳主要聚集在商場的地下1樓及底層。

## 劉蝶討論區
如同香港的高登討論區，劉蝶廣場繁榮的3C零售產業也帶動3C討論區的發展，目前劉蝶討論區已成為馬來西亞網民主要的討論區，討論內容已從原先的3C產品拓展至生活各方面，討論區的使用語言以英文為主。

## 交通
购物中心位于吉隆坡单轨列車燕美站以北，加影綫武吉免登站西南，出站后步行即可到达。

## 外部連結
- 官方網站（页面存档备份，存于）
- Lowyat.Net（页面存档备份，存于）